# Districtul Boualem
Boualem este un district din provincia El Bayadh, Algeria.